# 格鲁妮娅·苏哈列娃
格鲁妮娅·埃菲莫芙娜·苏哈列娃（Груня Ефимовна Сухарева, [ˈɡrunʲə jɪˈfʲiməvnə ˈsuxɐrʲɪvə]
，1891年11月11日—1981年4月26日）是一位苏联儿童精神病学家。

## 简介
格鲁妮娅·埃菲莫芙娜·苏哈列娃 (Grunya Efimovna Sukhareva) 是第一位对自闭症谱系(ASD) 进行病理学诊断的精神科医生，1891 年 11 月 11 日出生于俄罗斯帝国基辅，父亲是查伊姆·法依捷勒维奇 （Chaim Faitelevich），母亲是拉希拉·尤茜佛芙娜·苏哈列娃（Rakhila Iosifovna Sukhareva）。   她于 1915 年在基辅医学院学习医学并获得学位。毕业之初，她在学校的流行病学部门工作。1917 年至1921 年间，她在基辅精神病院担任执业精神科医生。 其中，自1919 年起，担任儿童和青少年心理健康研究所的缺陷学系主任，直至离院。
1921 年，苏哈列娃搬到莫斯科，在儿童心理神经科工作。正是在这里，苏哈列娃创办了她众多学校中的第一所： 体育训练和医学教育研究所·心理神经和教育疗养院学校。 通过对她在这家儿童发育干预机构的学生进行的临床观察，苏哈列娃对儿童病理学的相关表征进行了开创性的研究，为她 1925 年及随后在自闭症谱系障碍病理学领域的研究成果和出版作品奠定了基础。   苏哈列娃在精神病学研究和发展领域的贡献非常广泛，她一生中发表了 150 多篇论文，同时还出版了多本教科书和其他著名的学术著作。 
1928年，苏哈列娃获莫斯科第一医学院聘任，评为副教授。  1933年至1935年，她在哈尔科夫大学精神病学系（也名哈尔科夫心理神经学研究所）主导研究工作。  1935 年，苏哈列娃在中央医学教育研究生院成立了儿科精神病学系，并担任该系主任直至 1965 年。 1938年，她管理了一间俄罗斯苏维埃联邦社会主义共和国农业和食品部辖下的儿童精神病诊所。 1969年之前，她一直担任莫斯科卡什琴科精神病院的委员、主任。 

## 对自闭症研究的贡献
儿童自闭症病理学是苏哈列娃的主要研究领域之一。学者们认为她的观察结果与DSM-V所描述的 ASD 病理学密切相关。  
可能是由于学校独特的教学方法，苏哈列娃得以在疗养院学校进行开创性的研究，这为她进行此类“现代化”的诊断评估提供了独特的优势：该校的学生都是没有其他庇护所或家庭的孩子，在第一次世界大战后才在学校获得了安全的庇护所。学生通常在学校度过大约 2-3 年，并接受一系列旨在发展社交和运动技能的培训。 在校工作期间，苏哈列娃对她照顾的孩子们关爱有加；并对他们的身体和行为特征进行了非常清晰、细致的观察。之所以她的相关研究被当今精神病学领域的专家认为如此重要，就是因为她当时发现的细节，在本领域后续工作里发挥着不可或缺的作用。   
苏哈列娃于 1925 年以俄语出版了自己的首个作品，成为历史上第一个详细描述儿童自闭症特征的人。该作品并于 1926 年翻译成德语出版，但直到 1996 年，苏拉·沃尔夫 (Sula Wolff)才将其翻译为英语。  在这项开创性的工作中，苏哈列娃对 6 位小男孩的行为作了详细的临床描述；她认为这些行为是“儿童精神分裂症（译者注：早期常见的关于自闭症的表达方式）”的代表。  1927 年，她出版了第二部著作，进一步扩展了自己的工作：此作品关注了青少年自闭症女性的病理表现。 由于对此群体的研究至今仍然很少，苏哈列娃作为精神病学领域的先驱地位也因其在这方面的贡献而更受认可。 学者们认为，在她的整个职业生涯中，苏哈列娃与她的主要导师、莫斯科心理神经病学系主任米哈伊尔·奥西波维奇·古列维奇（Mikhail Osipovich Gurevich）教授密切合作：在她的出版物中，经常引用这位导师的作品。
在苏哈列娃的著作出版之前十年，瑞士精神病学学者尤金·布鲁勒 创立了“自闭症”（Autistic）这一术语来涵盖社交内向或孤僻的行为，这些行为当时通常被认为在病理学上与精神分裂症有关。当时其他著名的苏联精神病学家与布洛伊勒一样，认为自闭症谱系是“轻度精神分裂症”的一种形式。苏哈列娃经常引用布鲁勒的作品，并使用这个精神病学文献中崭新的术语来描述这些孩子及其倾向。   她在区分自闭症谱系障碍 (ASD) 和精神分裂症方面取得了巨大进步，比 1980 年DSM-III的发布为这些诊断建立单独的分类早了近 30 年；并且，以其毕生的研究工作，使得这一新术语的内涵和外延更加精准，升华。
学者们认为，苏哈列娃的对自闭症倾向的研究领先于时代的方面不止于观察；她甚至先验地假设自闭症谱系与小脑、额叶和基底神经节等脑区的发展都有关。最近的神经影像学研究，证实了她有关自闭症神经学基础的这些假设。 
苏哈列娃用“自闭症（病理性回避）精神病”取代“精神分裂”来描述这类临床表征的时间，比汉斯·阿斯伯格和利奥·坎纳的病例报告早了近二十年。但她的这些开创性报告发表时，未引起人们的注意。 后续的考证认为，苏哈列娃的自闭症研究在国内以俄语出版后一年内就被翻译并发表在德语期刊上，因此阿斯伯格和坎纳获取这些材料不存在严重障碍。 Kanner 在 1949 年和 1962 年发表的论文中引用了 她 1932 年出版的《Über den Verlauf der Schizophrenien im Kindesalter》   。专家们至今无法确定她的作品在汉斯·阿斯伯格的德语著作中未被引用的确切原因。 许多学者根据阿斯伯格持有反犹太主义观点，且与纳粹党合作这一有争议的记载猜测： 当她的论文在德国发表时，她的名字被音译为“Ssucharewa”，这可能展现了她的犹太血统——阿斯伯格很可能因此选择不标记引用她的作品。 

## 精神病学
苏哈列娃认为，社会因素在儿童和青少年人格障碍中有重要作用。她认为不良的家庭环境和社会结构加大了人格障碍出现的风险。她为儿童权利而奋斗，指出困难儿童不应该被送到监狱，而应该被送到医疗机构，开此类建议之先河。她还研究了儿童因战争受伤而产生的创伤后应激障碍（PTSD）。 

## 荣誉嘉奖
莫斯科卫生部命令，当地18岁以下儿童和青少年自杀行为的领先专业医疗干预机构：莫斯科儿童青少年心理健康科学与实践中心，以苏哈列娃冠名。

## 苏哈列娃的来访者们
1926 年至 1927 年间，苏哈列娃记录了11个病例，其中有6名男孩和5名女孩。现在认为他们是最早被确定身处自闭症谱系中的人。 这些匿名患者的描述部分如下：
- 一个 12 岁的孩子，五岁时无师自通识字。他身体笨拙，相比同龄人更喜欢与成年人交谈。他对哲学非常感兴趣。
- 一位才华横溢的小提琴家，但在社交方面却遇到了困难。
- 一个对数字有着超强记忆力却患有脸盲症的孩子。
- 一个孩子，他的想象中的朋友住在壁炉里。

## 部分代表作品
- Sukhareva GE，《儿童幻想分析作为研究儿童情感生活的一种方法》。基辅 1921 年。
- Sukhareva GE，童年时期的精神分裂症。书中：《土壤学和儿童心理神经学问题》，第 2 期。男，1925； 157–187。
- Ssucharewa GE，Die schizoiden Psychopathien im Kindesalter。 《精神病学和神经病学月刊》60：235–261，1926 年。
- Sukhareva GE，关于儿童体质性精神病（精神分裂症形式）的结构和动力学问题。神经病理学和精神病学杂志，1930； 6
- Sukhareva GE，精神分裂症病程中各种形式的缺陷结构特征（关于儿童和青少年材料）。神经病理学、精神病学、心理卫生学，1935；四：二：57-62。
- Sukhareva GE，儿童和青少年精神分裂症诊所。第一部分：哈尔科夫：苏联 1937 年的 Gosmedizdat； 107.
- Sukhareva GE，儿童和青少年癫痫诊所。理论和实践医学问题。男 1938; 234–261。
- Sukhareva GE，战时反应的心理类型。神经病理学和精神病学，1943； 12：2：3-10
- Sukhareva GE，儿童精神病学临床讲座。 T.1。 M：Medgiz 1955； 459.
- Sukhareva GE，儿童精神病学临床讲座。 T.II，第 2 部分。男：医学，1959； 406.
- Sukhareva GE、Lapides MI 关于心理神经药房和儿童诊所儿童和青少年心理神经内阁的工作。米 1959。
- Sukhareva GE，Yusevich LS 心因性病理反应（神经症）。在书中：多卷儿科指南，t。 8.米 1965。
- Sukhareva GE，儿童精神病学临床讲座。 T.3。硕士：医学1965； 270
- Sukhareva GE，年龄因素在儿童精神病临床中的作用。神经病理学和精神病学杂志 1970； 70：10：1514-1520。
- Sukhareva GE，儿童精神病学讲座（精选章节）。硕士：医学1974； 320.
- Sukhareva GE，Rebecchi K 翻译，自闭症儿童，亚马逊：2022ISBN 978 169098676 8